# Constitution du Québec
La constitution du Québec désigne l'ensemble des règles qui régissent le fonctionnement du Québec. La constitution du Québec est de nature coutumière : elle n'est pas rassemblée dans un document unique, mais se compose d'un ensemble de textes dont il n'existe pas de liste officielle. Il s'agit donc d'une constitution matérielle.
La constitution du Québec comprend donc toutes les règles à caractère général et durable qui régissent l'organisation du système politique et les valeurs fondamentales du Québec. Cette constitution est donc en grande partie composée de règles contenues dans les lois constitutionnelles du Canada, de 1867 à nos jours, et de lois du Parlement du Québec.
Les règles contenues dans la Constitution du Canada peuvent être modifiées par la formule de modification constitutionnelle, tandis que les lois ordinaires québécoises peuvent être modifiées de la même façon, sauf exception, que toute autre loi du Parlement du Québec.
Par la sanction du projet de loi 96, le premier juin 2022 (chapitre 14 des lois du Québec, art. 159), la Loi constitutionnelle de 1867 reconnaitra les Québécois comme formant une nation francophone au sein du Canada.

## Histoire
La constitution du Québec tient ses origines de la création de la province par la Loi constitutionnelle de 1867. Toutefois, certaines de ses sources remontent à une période antérieure, notamment pour l'Acte de Québec.

## Propositions de regroupement
Plusieurs personnes ou groupes politiques ont proposé à travers le temps de doter le Québec d'une constitution formelle regroupée dans un seul et même document.
Dès janvier 1960, l'Alliance laurentienne propose la Constitution de la République de Laurentie, inspirée essentiellement de la constitution corporatiste de l'Estado Novo portugais mise en place par Salazar, le premier exercice de constitution écrite sur document unique pour le Québec.
En 1984, le député péquiste de la circonscription de Vachon, David Payne, propose un projet constitutionnel. Le but premier de son projet est d'affirmer le droit à l'autodétermination du peuple québécois.
Le Québec a donc plusieurs fois discuté la possibilité de réunir l'ensemble des éléments épars de sa constitution dans un texte fondamental sans jamais aller de l'avant. Lors des Assises nationales de 1969 des États généraux du Canada français, les délégués du Québec adoptent une résolution proposant que « les Québécois se donnent une constitution écrite ».
De 2001 à 2003, le gouvernement du Québec organise les États généraux sur la réforme des institutions démocratiques afin de corriger l'insatisfaction citoyenne face aux institutions politiques traditionnelles. Le rapport des États généraux déposé en mars 2003 recommande alors « que les lois fondamentales soient réunies dans une constitution du Québec ». À la suite de ces États généraux est créé le Mouvement Démocratie et Citoyenneté du Québec qui demande l'écriture d'un projet de constitution par une assemblée constituante. 
Plus récemment, dans son allocution au premier congrès de l'Association québécoise de droit constitutionnel en 2007, l'ancien ministre libéral des affaires intergouvernementales canadiennes Benoît Pelletier affirmait :

« L’une des premières questions qui se pose est, bien sûr, liée au contenu d’un éventuel texte fondamental dont pourrait se doter le Québec. En 2001, le comité que j’ai présidé énumérait certains éléments possibles d’une consolidation des règles fondamentales gouvernant le Québec. Ainsi, de manière générale, nous suggérions qu’un tel document puisse contenir tous les éléments, actuellement épars, qui forment la constitution matérielle du Québec. »

Cette constitution matérielle comprendrait, selon Pelletier :
- l’ensemble des dispositions constitutionnelles et législatives relatives à l'organisation de l’Assemblée nationale et du gouvernement du Québec qui sont contenues dans les articles 58 à 90 de la Loi constitutionnelle de 1867, dans la Loi sur l’Assemblée nationale et dans la Loi sur l'exécutif;
- la Charte des droits et libertés de la personne;
- la Charte de la langue française;
- la Loi sur le ministère des Relations internationales ;
- la Loi électorale et la Loi sur la consultation populaire;
- certains éléments de la Loi sur l’exercice des droits fondamentaux et prérogatives du peuple québécois et de l’État du Québec;
- certaines motions et déclarations adoptées par l’Assemblée nationale portant sur des sujets fondamentaux, telle la reconnaissance des droits des Autochtones du Québec.

Le 18 octobre 2007, le constitutionnaliste et député péquiste de l'opposition Daniel Turp déposait un projet de Constitution québécoise (projet de loi 196) à l'Assemblée nationale. Le projet de loi n'a pas passé la première lecture.
En 2024, François Legault s'est dit ouvert à l'idée d'une Constitution du Québec. En 2025, le ministre de la Justice Simon Jolin-Barrette est chargé de la responsabilité de rédiger un projet de constitution québécoise.

## Contenu
La constitution du Québec n'étant pas regroupée dans un texte formel, il n'existe pas de liste officielle des documents la composant. On peut tout de même identifier les règles de droit et les documents suivants :
- Les dispositions de la Loi constitutionnelle de 1867 qui concernent les provinces canadiennes en général et le Québec en particulier[11];
- Les lois organiques québécoises relatives à la répartition des pouvoirs de l'État québécois et des droits des personnes. Il s'agit d'une quinzaine de lois dont les principales sont la Loi sur l'Assemblée nationale, la Loi sur l'exécutif, la Loi électorale, la Loi sur la consultation populaire, la Charte des droits et libertés de la personne, la Charte de la langue française, etc.[11] ;
- La plupart des conventions constitutionnelles touchant les rapports entre la Couronne du Canada, l'exécutif et le Parlement[12];
- Le règles de common law sur la prérogative royale exercée par le lieutenant-gouverneur du Québec[12];
- La jurisprudence des tribunaux du Québec et du Canada[12];

Le Parlement du Québec a le pouvoir de modifier certaines parties de la constitution provinciale du Québec, alors que d'autres ne peuvent être modifiées qu'en passant par le processus de modification de la constitution canadienne.

## Modifications
La constitution du Québec étant composée d'un grand nombre de documents épars, il n'est pas possible de faire la liste des modifications. Toutefois, certaines de ses modifications devaient suivre une procédure particulière puisqu'il s'agit de modifications à la Loi constitutionnelle de 1867. Par exemple, en 1997, la Loi constitutionnelle de 1867 est modifiée, de sorte que la province jouit maintenant d'un système d'éducation fondé sur une division linguistique (français et anglais) plutôt que sur une base religieuse (catholique romaine et protestante) comme c'était le cas auparavant.

## Compétence de la Cour suprême du Canada à l'égard de la constitution provinciale du Québec
Aux États-Unis, la Constitution des États-Unis ne vaut que pour l'État fédéral, sous réserve de l'incorporation du Bill of Rights aux États des États-Unis. La Cour suprême des États-Unis et les tribunaux fédéraux des États-Unis n'ont pas de pouvoir de contrôle sur les Constitutions des États. Il s'agit d'une différence majeure par rapport au système judiciaire canadien, qui donne à la Cour suprême du Canada une compétence générale sur l'ensemble des règles juridiques au pays, d'après l'article 3 de la Loi sur la Cour suprême.
La disposition de la Constitution du Canada qui donne aux juges de nomination fédérale une compétence pour contrôler la constitutionnalité des règles de la constitution provinciale du Québec est l'article 52 (1) de la Loi de 1982 sur le Canada prévoit que « La Constitution du Canada est la loi suprême du Canada; elle rend inopérantes les dispositions incompatibles de toute autre règle de droit. ». Bien que la constitution du Québec ne fasse pas partie de la Constitution du Canada d'après l'article 52 (2) LC 1982, la Constitution du Canada est au-dessus de toutes les autres règles de droit, elle contient une clause de primauté qui s'applique aux règles des constitutions provinciales et à toute autre règle de droit. La Cour suprême du Canada a déjà jugé que des règles quasi-constitutionnelles provinciales peuvent être inconstitutionnelles dans l'arrêt Vriend c. Alberta de 1998.